# Christina Abrahamsdotter
Christina Abrahamsdotter (1432-1492) was een koningin-gemalin van Zweden.
Zij was gehuwd met Karel VIII van Zweden.